# Вільний союз

Фіолетовий символ Мебіуса для поліаморії та немоногамії.

Вільний союз — романтичний союз між двома чи більше людьми без юридичного чи релігійного визнання чи регулювання.
Цей термін використовується з кінця ХІХ століття для опису відносин, у які всі сторони вільно вступають, залишаються та виходять. Вільний союз є альтернативою, відкиданням чи критикою шлюбу, розглядаючи його як форму рабства та власництва, особливо щодо жінок. Відповідно до цієї концепції вільний союз дорослих є законним стосунком, який слід поважати. Вільний союз укладається між двома людьми, але кожна з них може мати кілька власних союзів.

## Історія

Символ «нестандартної любові» для поліаморності та немоногамії.

Значна частина сучасної традиції вільного союзу за природним або звичайним правом походить від анархістського неприйняття шлюбу, прагнучи невтручання ні церкви, ні держави у людські стосунки.
Залишення позаду того, що вважалося законом, нав'язаним людиною, на користь природного права почалося в епоху пізнього Просвітництва, коли багато хто прагнув переосмислити закони власності, сім'ї та статусу жінки. Соціаліст-утопіст Роберт Оуен (1771—1858), який засуджував шлюб як принципово пов'язаний із принципом власності, пропонує передчуття вільного союзу, використовуючи термін «шлюбний договір перед природою». 
Філософиня і феміністка Мері Волстонкрафт (1759—1797) стверджувала: «Шлюб — це підтвердження верховенства чоловіка над жінкою […] якщо я люблю чоловіка, я хочу кохати його, зберігаючи при цьому свою свободу». У 1882 році Елізе Реклю ініціював рух проти шлюбу, за яким він і його партнерка дозволили двом своїм дочкам одружитися без будь-якої цивільної чи релігійної церемонії, незважаючи на громадський і юридичний осуд. За все життя у Реклю було чотири партнерки, кожна з яких мала різний суспільний контракт.
У більш сучасні часи вільні союзи були поширеними серед членів іспанської анархічної політичної партії Національної конфедерації праці під час народної революції, яка проходила разом із громадянською війною в Іспанії. Подружжя, яке бажало підтвердити свої стосунки за контрактом, просто ішло в штаб-квартиру партії та просило форми, які були б знищені, якщо стосунки не спрацювали. Однак пару настійно заохочували домогтися того, щоб це вдалося, оскільки розлука призвела до адміністративної роботи для вечірки.
Крім того, багато провідних інтелектуалів ХХ століття, зокрема Джеймс Джойс, Пабло Пікассо, Жан-Поль Сартр і Симона де Бовуар, ніколи не вирішували одружуватися або відкладали шлюб до кінця життя з юридичних причин. Де Бовуар сказала про інституцію шлюбу: «Коли ми скасуємо рабство половини людства разом із усією системою лицемірства, яке воно передбачає, тоді „поділ“ людства розкриє своє справжнє значення, і людська пара знайде свою справжню форму».

## Сучасне право
У французькому законодавстві union libre — це угода між дорослими, яка надає права між батьками та потенційними дітьми, але не містить зобов'язань щодо сексуальної вірності, а також не надає взаємних обов'язків і прав між партнерами.
Вільний союз може бути між людьми будь-якої статі, і кожна може мати одночасно кілька союзів. Отже, вільний союз є варіантом для ЛГБТ або поліаморних стосунків, а також для гетеросексуальних та / або моногамних стосунків, які не бажають вступати в шлюбний договір з історичних, соціальних чи фінансових причин.
У законодавстві США немає точного юридичного еквівалента вільного союзу, хоча часто проводяться порівняння з громадянським шлюбом. У Штатах партнери, які бажають мати законні права без укладення шлюбного контракту, можуть заповнити такі документи, як довіреність на медичне обслуговування, угоду про домашнє партнерство, заповіт і довіреність. Члени вільного союзу можуть називати одне одного партнерами, подружжям або будь-яким іншим поняттями, але можуть опинитися підпорядкованими законам цивільного шлюбу, якщо вони постійно називають себе чоловіком і дружиною відповідно до своєї місцевої юрисдикції.

## Римо-католицька критика
Відповідно до католицизму, вираз «вільний союз» включає такі ситуації, як конкубінат, відмова від шлюбу як такого або нездатність брати довгострокові зобов'язання. За Катехізисом Католицької Церкви, перебування у «вільному союзі» є серйозним порушенням гідності шлюбу, який вона розглядає як Таїнство.
Однак прихильники стверджують, що вільний союз виступає як публічне визнання стосунків без зобов'язань щодо церкви чи держави.